# Liste des saints de l'Église orthodoxe serbe
L'article présente une liste des saints de l'Église orthodoxe serbe (en serbe cyrillique : Списак светитеља Српске православне цркве ; en serbe latin : Spisak svetitelja Srpske pravoslavne crkve), c'est-à-dire une liste de personnages ou de personnes canonisés par l'Église orthodoxe serbe depuis qu'elle est devenue autocéphale en 1219 jusqu'en mai 2018.
Seuls les saints les plus vénérés sont inscrits dans la nomenclature des saints serbes, car il y a eu de nombreux autres martyrs de la foi orthodoxe à travers l'histoire. La liste des saints serbes comprend environ 140 noms.

## Présentation

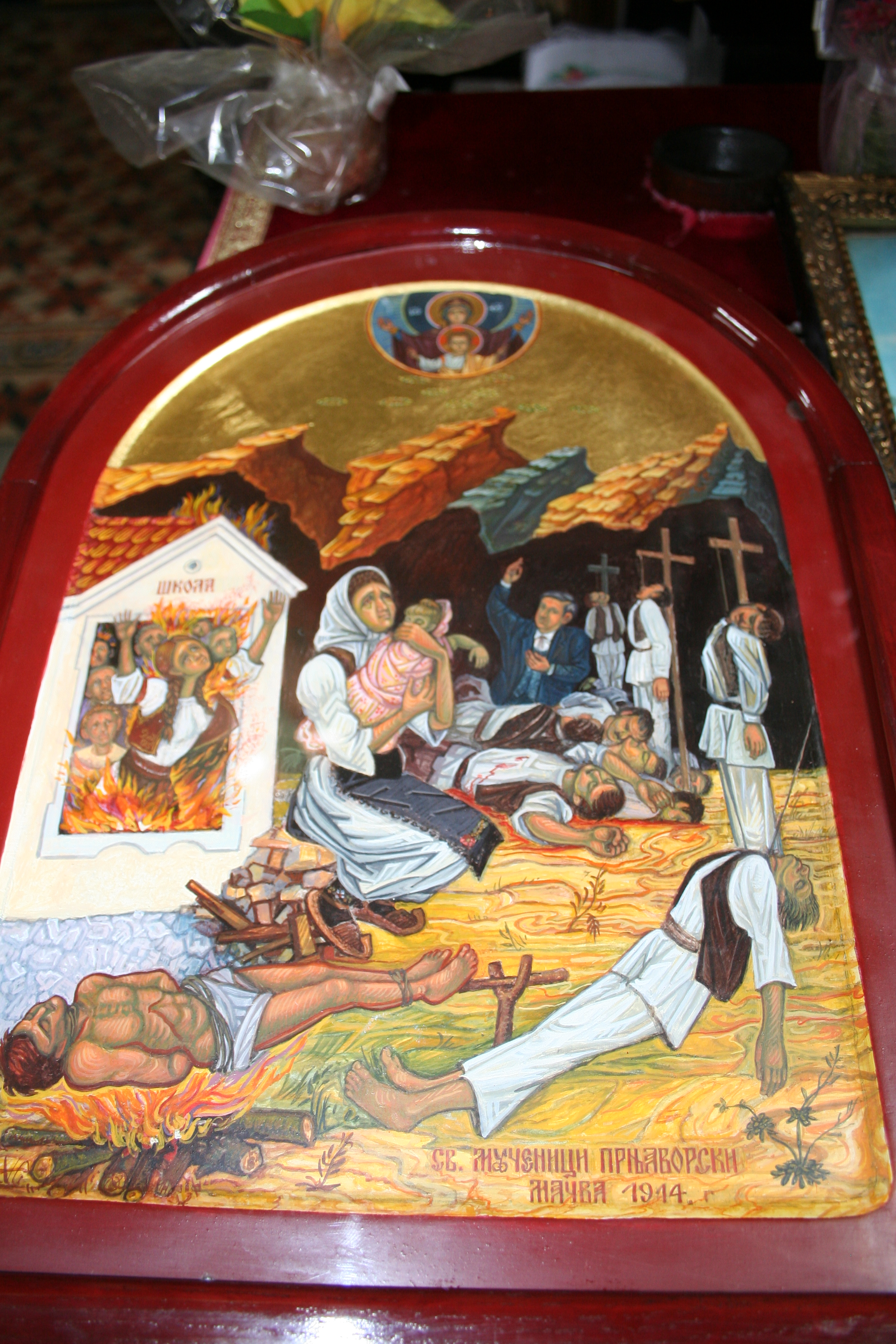
L'icône des saints grands martyrs de Prnjavor, dans la chapelle-ossuaire Saint-Élie de Mačvanski Prnjavor.

Les saints de l'Église orthodoxe serbe proviennent de différentes couches sociales : on y trouve 22 dirigeants (empereurs, rois, despotes, župans et knèzes), 22 ascètes et ermites, 22 archevêques (archevêques, patriarches, métropolites et évêques). Il n'y a que six femmes dans la nomenclature des saints serbes.
En plus des saints chrétiens et orthodoxes en général qui sont célébrés dans l'Église orthodoxe serbe, ainsi que les saints slaves Cyrille et Méthode et leurs disciples Clément (Kliment), Naum, Sava, Gorazd, Angelar (Angelarije) et d'autres, l'Église orthodoxe serbe célèbre également ceux que l'on appelle les « Sinaïtes » : Romilo (Romul Ravanički), Roman, Nestor, Martirije, Daniel (Danilo), Sisoès (Sisoje), Zozime (Zosim Tumanski), Grégoire (Grigorije Gornjački) et Jov (Jov iz Drači).
La Synaxe (assemblée) de tous les saints serbes (en serbe : Sabor svih srpskih svetitelja) est célébrée le 11 septembre de chaque année.
En plus des canonisations individuelles, il existe des canonisations collectives, telles que celles des nouveaux martyrs liés à des massacres ; ces canonisations concernent les victimes du raid de Novi Sad (janvier 1942), du massacre de Kragujevac (octobre 1941), de Prebilovac (victimes des Oustachis en 1941, canonisés en 2015),, du camp de concentration de Jasenovac (victimes des Oustachis en 1941-1945, canonisées en 2016), de Momišići (brûlées par les Turcs en 1688, canonisées en 2012), de Prnjavor (victimes de la Première Guerre mondiale en 1914, canonisées en 2014),, de Surdulica,, de Piva, de Velika et du haut Polimlje,, de Dabro-Bosna-Mileševa, de Livno etc.
Le saint vénérable nouveau martyr (en serbe : Sveti prepodobnonovomučenik) Chariton du Kosovo a été ajouté à la Synaxe des saints par le Conseil des Abbés de l'éparchie de Ras-Prizren en exil le 16 mai 2016. Depuis 2017, le patriarche de Peć, Pajsije (Janjevac), le vénérable Stefan Tronoški, les saints martyrs Vikentije Krdžić (métropolite) et Vladimir Protić (higoumène), le vénérable Jakov de Tuman sont célébrés comme des saints. Depuis mai 2018, ont été ajoutés à la liste le vénérable martyr Grigorije de Peć, le martyr Vasilije Pekar de Peć et la martyr Bosiljka Rajičić de Pasjane/Pasjan près de Gjilan/Gnjilane,,.

## Principaux saints serbes
| Image | Saint                     |                    | Nom dans le monde                                                                                               | Vie                                          | Fêté le (Calendrier julien/Calendrier grégorien) |
| ----- | ------------------------- | ------------------ | --- | -------------------------------------------- | ------------------------------------------------ |
|       | Avakum                    | Vénérable martyr   | Avakum, diacre                                                                                                  | Fin du XVIIIe siècle et début du XIXe siècle | 17/30 décembre                                   |
|       | Anastasie de Serbie       | Vénérable          | Ana Nemanjić, mère de saint Sava,                                                                               | XIIe siècle                                  | 22 juin/6 juillet                                |
|       | Angelina de Serbie        | Vénérable          | Angelina Branković, despote,                                                                                    | ?-1520                                       | 30 juillet/12 août et 10/23 décembre             |
|       | Andrija Šiljak            | Saint martyr       | Andrija D. Šiljak, prêtre                                                                                       | 1898-1941                                    |                                                  |
|       | Arsène de Syrmie          | Saint              | Arsenije Sremac, archevêque de Peć, primat de l'Église orthodoxe serbe                                          | XIIIe siècle                                 | 28 octobre/10 novembre                           |
|       | Bogdan Lalić              | Hiéromartyr        | Bogdan Lalić, archiprêtre                                                                                       | 1889-1941                                    |                                                  |
|       | Božidar Jović             |                    | Božidar Jović, prêtre                                                                                           | 1912-1951                                    |                                                  |
|       | Božidar Minić             | Hiéromartyr        | Božidar Minić, prêtre                                                                                           | 1901-1945                                    |                                                  |
|       | Branko                    | Hiéromartyr        | Branko (Dobrosavljević), prêtre,                                                                                | 1886-1941                                    | 24 avril/7 mai                                   |
|       | Budimir Sokolović         | Hiéromartyr        | Budimir Sokolović                                                                                               | 1910-1945                                    |                                                  |
|       | Varnava Nastić            |                    | Varnava Nastić, évêque vicaire                                                                                  | 1914-1964                                    |                                                  |
|       | Basile d'Ostrog           | Saint              | Basile d'Ostrog                                                                                                 | 1610-1671                                    | 29 avril/12 mai                                  |
|       | Velimir Mijatović         | Hiéromartyr        | Velimir Mijatović, prêtre                                                                                       | 1901-1945                                    |                                                  |
|       | Visarion Saraj            | Vénérable          | Visarion Saraj,                                                                                                 | XVIIIe siècle                                | 21 octobre/3 novembre                            |
|       | Vladislav                 | Saint              | Stefan Vladislav Ier, roi,                                                                                      | ?-1269                                       | 24 septembre/7 octobre et 30 juillet/12 août     |
|       | Vukašin de Klepci         | Martyr             | Starac Vukašin, fermier et marchand de Klepci,                                                                  | XXe siècle                                   | 16/29 mai                                        |
|       | Vukosav Milanović         | Hiéromartyr        | Vukosav Milanović, protopresbytre                                                                               | 1866-1941                                    |                                                  |
|       | Gabriel de Lesnovo        | Vénérable          | Gabriel de Lesnovo                                                                                              | Fin du Xe siècle                             | 15 janvier/28 janvier                            |
|       | Gabriel                   | Saint martyr       | Gavrilo Rajić, patriarche de l'Église orthodoxe serbe,                                                          | Fin du XVIe siècle et XVIIe siècle           | 13 décembre/26 décembre                          |
|       | Georgije Bogić            | Hiéromartyr        | Georgije (Đorđe) Bogić, pope de Našice (en Croatie)                                                             | 1911-1941                                    | 4/17 juillet                                     |
|       | Grégoire l'Hésychaste     | Vénérable          | Grégoire l'Hésychaste ou Grégoire le Silencieux ou encore Grégoire de Gornjak, disciple de Grégoire le Sinaïte, | Fin du XIVe siècle et XVe siècle             | 7/20 décembre                                    |
|       | Grigorije                 | Saint              | Grigorije II, évêque de Raška                                                                                   | Fin du XIII et XIVe siècle                   | 30 août/12 septembre                             |
|       | David de Serbie           | Vénérable          | Dmitar Nemanjić, prince (knèze)                                                                                 | XIIIe siècle                                 | 24 septembre/7 octobre                           |
|       | Damjan Štrbac             | Hiéromartyr        | Damjan Štrbac                                                                                                   | 1912-1941                                    |                                                  |
|       | Danilo II                 | Saint              | Danilo II, archevêque,                                                                                          | ?-1338                                       | 20 décembre/2 janvier                            |
|       | Dimitrije Rajanović       | Hiéromartyr        | Dimitrije Rajanović, archiprêtre                                                                                | 1909-1941                                    |                                                  |
|       | Dobrosav Soković          | Hiéromartyr        | Dobrosav Soković, prêtre                                                                                        | 1915-1941                                    |                                                  |
|       | Dobroslav Blažević        | Hiéromartyr        | Dobroslav Blažević, prêtre                                                                                      | 1916-1941                                    |                                                  |
|       | Dositej Vasić             | Confesseur         | Dositej (Vasić), métropolite de Zagreb                                                                          | 1887-1945                                    | 31 décembre/13 janvier                           |
|       | Dušan Prijović            | Hiéromartyr        | Dušan Prijović, prêtre                                                                                          | 1906-1946                                    |                                                  |
|       | Georges de Serbie         | Néo-martyr         | Georges de Serbie ou Georges de Kratovo ou encore Georges de Sofia                                              | Fin du XVe siècle-février 1515               | 11/24 février et 26 mai/8 juin                   |
|       | Jakov                     | Saint              | Jakov, archevêque de l'Église orthodoxe serbe                                                                   | XIIIe siècle                                 | 3/16 février                                     |
|       | Eustathe Ier              | Saint              | Eustathe Ier, archevêque de l'Église orthodoxe serbe (Jevstatije I),                                            | ?-1279                                       | 4/17 janvier                                     |
|       | Eustathe II               | Saint              | Eustathe II, archevêque de l'Église orthodoxe serbe ((Jevstatije II)                                            | Fin du XIIIe siècle et XIVe siècle           | 16/29 août                                       |
|       | Jelena Dečanska           | Vénérable          | Jelena Dečanska                                                                                                 | Fin XIIIe siècle et XIVe siècle              | 21 mai/3 juin                                    |
|       | Hélène d'Anjou (Jelena)   | Sainte             | Hélène d'Anjou, reine,                                                                                          | 1237-1314                                    | 30 octobre/12 novembre                           |
|       | Élisabeth de Šišatovac    | Vénérable          | Jelena Štiljanović, reine                                                                                       | XVIe siècle                                  | 4/17 octobre                                     |
|       | Éphrem de Serbie          | Saint              | Éphrem, patriarche de l'Église orthodoxe serbe,                                                                 | Vers 1311-vers 1399                          | 15/28 juin                                       |
|       | Jefrosinija (Jevgenija)   | Vénérable          | Milica, princesse                                                                                               | 1335-1405                                    | 19 juillet/1er août                              |
|       | Jeftimije de Dečani       | Vénérable          | Jeftimije Dečanski                                                                                              | XVIe siècle                                  | 11/24 novembre                                   |
|       | Joachim d'Osogovo         | Vénérable          | Joachim d'Osogovo                                                                                               | Fin du Xe siècle et XIe siècle               | 16/29 août                                       |
|       | Joannice de Devič         | Vénérable          | Joannice de Devič                                                                                               | Fin du XIVe siècle et XVe siècle             | 2/15 décembre                                    |
|       | Joannice II               | Saint              | Joannice II, patriarche                                                                                         | Fin du XIIIe siècle et XIVe siècle           | 3/16 septembre                                   |
|       | Joanikije Lipovac         | Prêtre martyr      | Joanikije (Lipovac), métropolite du Monténégro et du littoral                                                   | 1880-1945                                    | 4/17 juin                                        |
|       | Joasaph des Météores      | Vénérable          | Jean Uroš, le dernier Nemanjić                                                                                  | Fin XIVe siècle et XVe siècle                | 20 avril/3 mai                                   |
|       | Jovan Vladimir            | Saint              | Jovan Vladimir, roi de Zeta                                                                                     | ?-1016                                       | 22 mai/4 juin                                    |
|       | Jovan Zečević             | Prêtre martyr      | Jovan Zečević, prêtre                                                                                           | 1895-1941                                    |                                                  |
|       | Jean le Jeune             | Saint              | Jovan Branković, despote                                                                                        | ?-1502                                       | 10 décembre/23 décembre                          |
|       | Jovan Rapajić             | Prêtre martyr      | Jovan Rapajić                                                                                                   | 1910-1945                                    |                                                  |
|       | Joseph de Timișoara       | Saint              | Joseph de Timișoara                                                                                             | Fin du XVIe siècle et XVIIe siècle           | 15/28 septembre                                  |
|       | Justin de Celije          | Vénérable          | Justin Popović, archimandrite                                                                                   | 1894-1979                                    | 1er juin/14 juin                                 |
|       | Cyrille                   | Saint              | Cyrille, patriarche                                                                                             | Fin du XIVe siècle et XVe siècle             | 30 août/12 septembre                             |
|       | Laza Ćulibrk              | Prêtre martyr      | Laza Ćulibrk, prêtre                                                                                            | 1847-1915                                    |                                                  |
|       | Lazare                    | Saint grand martyr | Lazar Hrebeljanović, prince                                                                                     | 1329-1389                                    | 15 juin/28 juin                                  |
|       | Makarije                  | Saint              | Makarije Sokolović, patriarche                                                                                  | ?-1574                                       | 30 août/12 septembre                             |
|       | Maxime Vlahozaplaninski   | Saint archevêque   | Đurađ II Branković, despote                                                                                     | 1461-1516                                    | 18/31 janvier                                    |
|       | Mardarije de Libertyville | Saint              | Mardarije Uskoković, évêque                                                                                     | 1889-1935                                    | 29 novembre/12 décembre                          |
|       | Marko Popović             | Prêtre martyr      | Marko Popović, archiprêtre                                                                                      | 1876-1941                                    |                                                  |
|       | Mirko Stojisavljević      | Prêtre martyr      | Mirko Stojisavljević, protopresbytre                                                                            | 1885-1941                                    |                                                  |
|       | Miladin Minić             | Prêtre martyr      | Miladin Minić, prêtre                                                                                           | 1913-1941                                    |                                                  |
|       | Milan Banjac              | Prêtre martyr      | Milan Banjac, protopresbytre                                                                                    | 1886-1941                                    |                                                  |
|       | Milan Božić               | Prêtre martyr      | Milan Božić, archiprêtre                                                                                        | 1885-1941                                    |                                                  |
|       | Milan Popović             | Prêtre martyr      | Milan Popović, protopresbytre                                                                                   | 1874-1941                                    |                                                  |
|       | Milorad Vukojičić         | Prêtre martyr      | Milorad Vukojičić, prêtre                                                                                       | 1917-1945                                    |                                                  |
|       | Milutin                   | Saint              | Milutin, roi | 1253-1321                                    | 30 octobre/12 novembre                           |
|       | Mihailo Jevđević          | Prêtre martyr      | Mihailo Jevđević, archiprêtre                                                                                   | 1891-1945                                    |                                                  |
|       | Mihailo Đusić             | Prêtre martyr      | Mihailo Đusić, hiéromoine                                                                                       | 1911-1945                                    |                                                  |
|       | Momčilo Grgurević         | Prêtre martyr      | Momčilo Grgurević, presbytre                                                                                    | 1906-1945                                    |                                                  |
|       | Nectaire de Bitola        | Saint              | Nectaire de Bitola                                                                                              | ?-1500                                       | 2 décembre/15 décembre                           |
|       | Nestor le Sinaïte         | Vénérable          | Nestor le Sinaïte                                                                                               | XIVe siècle                                  | 30 août/17 août                                  |
|       | Nestor Dečanski           | Vénérable          | Nestor Dečanski                                                                                                 | XVIe siècle                                  | 11 novembre/24 novembre                          |
|       | Nestor Trkulja            | Prêtre martyr      | Nestor Trkulja, higoumène                                                                                       | 1899-1941                                    |                                                  |
|       | Nicodème                  | Saint              | Nicodème Ier de Peć, archevêque                                                                                 | ?-1325                                       | 11 mai/24 mai                                    |
|       | Nicodème de Tismana       | Vénérable          | Nicodème de Tismana (Grčić)                                                                                     | Fin du XIVe siècle et XVe siècle             | 26 décembre/8 janvier                            |
|       | Nicolas d'Ochrid          | Saint              | Nikolaj Velimirović, évêque de Žiča et d'Ohrid (Ochrid)                                                         | 1881-1956                                    | 5 mars/18 mars et 20 avril/3 mai                 |
|       | Nikon                     | Saint              | Nikon | Fin du XIVe siècle et XVe siècle             | 30 août/12 septembre                             |
|       | Petar Zimonjić            | Prêtre martyr      | Petar (Zimonjić), métropolite de Dabro-Bosna                                                                    | 1866-1941                                    | 4 septembre/17 septembre                         |
|       | Pierre de Koriša          | Vénérable          | Pierre de Koriša                                                                                                | XIIIe siècle                                 | 5 juin/18 juin                                   |
|       | Pierre de Cetinje         | Saint              | Petar Ier Petrović-Njegoš                                                                                       | 1748-1830                                    | 18 octobre/31 octobre                            |
|       | Platon de Banja Luka      | Prêtre martyr      | Platon (Jovanović), évêque de Banja Luka                                                                        | 1874-1941                                    | 22 avril/5 mai                                   |
|       | Prohor de Pčinja          | Vénérable          | Prohor de Pčinja                                                                                                | Fin du Xe siècle et XIe siècle               | 19 octobre/1er novembre                          |
|       | Ratomir Janković          | Prêtre martyr      | Ratomir M. Janković, prêtre                                                                                     | 1915-1941                                    |                                                  |
|       | Raphaël du Banat          | Vénérable          | Raphaël du Banat, moine au monastère de Hilandar (Chilandar)                                                    | Fin du XVIe siècle et XVIIe siècle           | 16 août/29 août                                  |
|       | Rafailo Momčilović        | Prêtre martyr      | Rafailo (Momčilović), higoumène du monastère de Šišatovac                                                       | 1875-1941                                    | 21 août/3 septembre                              |
|       | Relja Spahić              | Prêtre martyr      | Relja Spahić, prêtre                                                                                            | 1906-1945                                    |                                                  |
|       | Rodoljub Samardžić        | Prêtre martyr      | Rodoljub Samardžić, presbytre                                                                                   | 1907-1941                                    |                                                  |
|       | Sava                      | Saint              | Rastko Nemanjić, fils de Stefan Nemanja et premier archevêque serbe                                             | -1236                                        | 14 janvier/27 janvier                            |
|       | Sava II                   | Saint              | Sava II, archevêque                                                                                             | ?-1271                                       | 8 février/21 février                             |
|       | Sava Branković            | Saint              | Sava II Branković, métropolite de Transylvanie                                                                  | XVIIe siècle                                 | 24 avril/7 mai                                   |
|       | Sava III                  | Saint              | Sava III, archevêque                                                                                            | Fin du XIIIe siècle et XIVe siècle           | 26 juillet/8 août                                |
|       | Sava Trlajić              | Prêtre martyr      | Sava Trlajić, évêque de Gornji Karlovac                                                                         | 1884-1941                                    | 4 juillet/17 juillet                             |
|       | Savo Šiljak               | Prêtre martyr      | Savo J. Šiljak, prêtre                                                                                          | 1909-1945                                    |                                                  |
|       | Savo Škaljak              | Prêtre martyr      | Savo Škaljak, prêtre                                                                                            | 1881-1918                                    |                                                  |
|       | Sébastien de Jackson      | Vénérable          | Sevastijan Dabović                                                                                              | 1863-1940                                    | 17 novembre/30 novembre                          |
|       | Serafim Džarić            | Prêtre martyr      | Serafim Džarić, archimandrite                                                                                   | 1875-1941                                    |                                                  |
|       | Siméon de Dajbabe         | Vénérable          | Simeon Popović                                                                                                  | 1854-1941                                    | 19 mars/1er avril                                |
|       | Syméon le Myroblyte       | Saint              | Stefan Nemanja, grand župan (joupan)                                                                            | 1113-1199                                    | 13 février/26 février                            |
|       | Simon le Moine            | Vénérable          | Stefan Prvovenčani, roi                                                                                         | ?-1227                                       | 24 septembre/7 octobre                           |
|       | Simo Banjac               | Prêtre martyr      | Simo Banjac, protopresbytre                                                                                     | 1871-1941                                    |                                                  |
|       | Sinaïtes                  | Vénérables         | Sinaïtes : Romilo, Roman, Nestor, Martirije, Sisoès, Zozime de Tuman, Jov de Drača, Grégoire de Gornjak         | Fin du XIVe siècle et XVe siècle             | 16 janvier/29 janvier et 6 mai/19 mai            |
|       | Slobodan Šiljak           | sveštenomučenik    | protojerej Slobodan R. Šiljak                                                                                   | 1881-1943.                                   |                                                  |
|       | Spiridon                  | Saint              | Spiridon, patriarche                                                                                            | Fin du XIIIe siècle et XIVe siècle           | 15 juin/28 juin                                  |
|       | Stefan Dečanski           | Saint              | Stefan Uroš III Nemanjić, roi                                                                                   | ?-1331                                       | 11 novembre/24 novembre                          |
|       | Stefan Lazarević          | Saint              | Stefan Lazarević, despote                                                                                       | 1374-1427                                    | 19 juillet/1er août                              |
|       | Étienne de Piperi         | Vénérable          | Étienne de Piperi                                                                                               | ?-1697                                       | 20 mai/2 juin                                    |
|       | Etienne l'Aveugle         | Saint              | Stefan Branković, despote                                                                                       | ?-1476                                       | 9 octobre/22 octobre                             |
|       | Étienne Uroš              | Saint              | Stefan Uroš V, empereur                                                                                         | 1336-1371                                    | 2 décembre/15 décembre                           |
|       | Stefan Urošic Nemanjić    | Saint              | Stefan Urošic Nemanjić, prince (knèze)                                                                          | Fin du XIIIe siècle et XIVe siècle           | 11 novembre/24 novembre                          |
|       | Étienne de Serbie         | Saint              | Stefan Štiljanović, prince (knèze)                                                                              | ?-1543                                       | 4 octobre/17 octobre                             |
|       | Teodor Nestorović         | Prêtre martyr      | Teodor (Nestorović), évêque de Vršac                                                                            | XVIe siècle                                  | 16 mai/29 mai                                    |
|       | Teodor Komogovinski       | Saint martyr       | Teodor Komogovinski (Sladić)                                                                                    | XVIIIe siècle                                |                                                  |
|       | Zlata Meglenska           | Grande martyr      | Zlata Meglenska                                                                                                 |                                              | 13 octobre/26 octobre                            |
|       | Théoctiste de Serbie      | Vénérable          | Stefan Dragutin, roi                                                                                            | ?-1316                                       | 30 octobre/12 novembre                           |
|       | Trifun Maksimović         | Prêtre             | Trifun Maksimović, prêtre                                                                                       | 1873-1914                                    |                                                  |